# Saolin kungfu

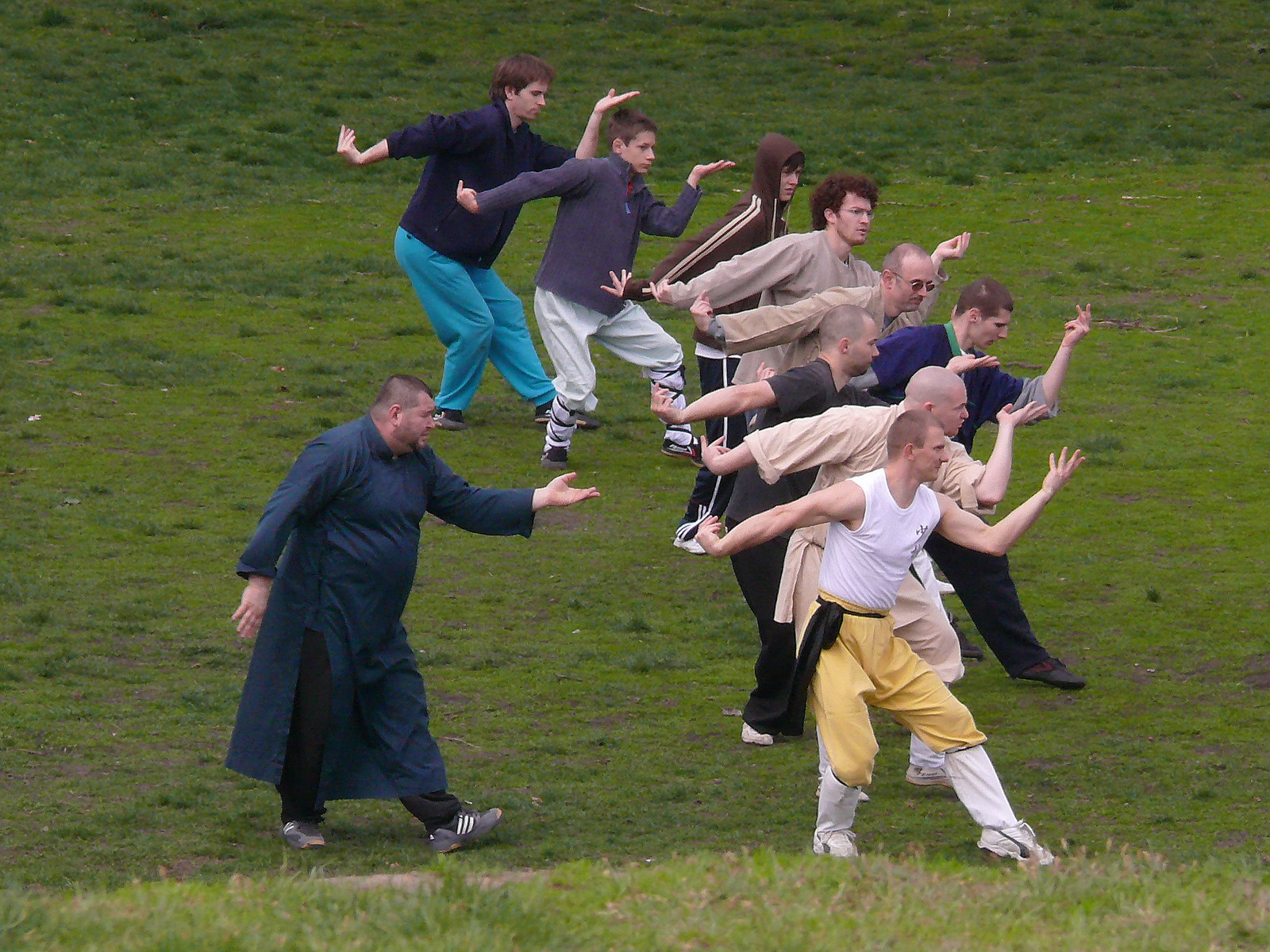
Déli stílusú állatformát gyakorlók a budapesti Városligetben

A saolin (shaolin) szó jelentése: az erdő fái. A kungfu szó jelentése: idővel megszerzett tudás, jártasság (valamiben), kemény munka, mindig tanulni, nemes.

## Történelem
A saolin kungfu egy több mint 1500 éves kínai harcművészet. Kialakulását számos legenda és történet övezi. A legvalószínűbbnek tekinthető az, hogy buddhista szerzetesek fejlesztették ki elsősorban önvédelem céljából. Egyes leírások és elbeszélések alapján azokban az időkben sok támadás, fosztogatás érte őket, így templomaik és önmaguk védelmére rendszerezték az addigi harci tudásokat, melyeket az idők folyamán csiszoltak, újabb és újabb stílusokat megalkotva. A saolin szerzetesek sokáig a külvilágtól teljesen elszigetelve éltek, buddhista hagyományokat ápolva. Hosszú évszázadokig nem nyitották meg kapuikat, és a belépő fiatalok és gyermekek jellemzően a kolostor kapui mögött élték le életüket.
A régi időktől fogva egyes vidéki kisvárosokban, falvakban a mai napig dicsőségnek számít, ha egy gyermek saolin szerzetesnek áll. A legfiatalabbak már  négyéves korukban bevonultak szerzetesnek, és mikor az 1900-as évek közepe felé nyílni kezdek a kolostorok kapui, kezdett elterjedni, hogy a fiatalok tizennyolc évesen eldönthették, hogy egyáltalán kívánják-e folytatni a tanulást, a kolostorban maradnak-e, vagy világi szerzetesként élik tovább életüket. Természetesen nem szabad azt hinnünk, hogy csak az tanulhatott kungfut, aki szerzetes volt. Mindenki számára nyitottak voltak a kapuk, léteztek iskolák, de természetesen ahhoz, hogy valaki saolin szerzetes legyen, értelemszerűen kolostorban kellett élnie. Ma már számos világi saolin szerzetes "létezik", és egy-egy versenyt meglátogatva talán nekünk, "mezei haladóknak" is szerencsénk lehet személyesen is találkozni néhány nagymesterrel.
Magyarországon azonban csak az 1990-es években kezdődött meg a saolin oktatása, kezdetben pedig, ahogy napjainkban is, sokan összekeverik más küzdősporttal, harcművészettel. A saolin kungfu egyik jellegzetessége, hogy a harcművész nemcsak kezeket és lábakat használ, hanem fegyvereket is. Mozdulatai általánosságban véve és leegyszerűsítve jóval lágyabbak, illetve a harcművész mozgás közben (ismétlem, általánosságban!) nagyobb teret jár be, és különféle ugrásokat végezhet. Fontos kiemelnem, hogy ezek a jellemzők nem csak a saolin kungfura nézve állják meg a helyüket, illetve bizonyos állatstílusokat megvizsgálva tapasztalhatjuk, hogy ezek az állítások egyes stílusokra nem igazak. (Például említeném a Medve-stílust, melyre nem jellemző az ugrás, vagy a Darut, mely például nem jár be nagy teret.)
A kungfunak számtalan stílusa létezik, és talán csak a legnagyobb mesterek tudnának ezzel kapcsolatban megközelítő számokat mondani. Általában véve két fő csoportba oszthatók, ezek a wu dang és a saolin. Ugyan ezek tovább bonthatóak, de szempontunkból az a lényeges, hogy a saolin két fő iránya a déli, amely inkább ütéseket használ, és az északi, amely inkább rúgásokban gazdag. A kungfustílusok másik csoportosítása a külső és belső. A külső stílusok először nagyobb hangsúlyt fektetnek a fizikai felkészítésre és a technikákra, majd az idő előrehaladtával ismertetik meg a tanulót a stílus spirituális részével, míg a belső stílusok épp a belső értékek fejlesztésével kezdik.
A kungfuban nemritkán találkozhatunk fegyverekkel és állatstílusokkal. Jellegzetes fegyverek: jien (ejtsd: tyien), azaz egyenes kard, legyező, tao, azaz szablya, 9 részes lánckorbács stb.
A kungfut gyakorló személy testfelépítése és képességei alapján állatstílust is szokott kapni, amely többek között lehet tigris, kígyó, fecske, sárkány, daru, béka, sas, majom, sáska stb. Kb. 500-féle állatstílus létezik, így mindenki megtalálhatja a számára legmegfelelőbbet.
A fegyverrepertoár is hasonlóan széles, de az alapokat mindenki a 18 alapfegyverrel sajátítja el. Egy fegyver (legyen az kuen, azaz bot, háromágú bot stb.) teljes megtanulásához egy év szükséges; a kungfu megtanulásához viszont egy élet is kevés. A saolin kungfu fő eleme a chi energia használata.

## A saolin északi és déli irányzata
A két irányzat kialakulásának oka főként Kína óriási méretében keresendő. Az észak-kínai területeken rengeteg magas, sziklás hegy található, míg Dél-Kínára a meleg, lapos, mocsaras vidékek jellemzők. Ezek a környezeti tényezők nagyban befolyásolták a kungfu más-más irányú fejlődését.
Az északi saolin irányzatra a magas állások jellemzőek, amit a sziklás hegyvidékkel is szoktak magyarázni. Küzdelem esetén ugyanis az ellenfelek ide-oda szökkentek, mivel a szikladarabok és a jég miatt nem tudtak sokáig stabilan egy helyben megállni. Az északi saolinban a széles mozdulatok is jellemzőek, valamint a sok ugrás és rúgás. A mozgás elegáns, de mégis villámgyors, és gyakoriak a kitérések.
A déli vidéken rengeteg lápos rét és mocsár található, ehhez alkalmazkodva a déli saolinok a mély, erőteljes, földhöz tapadó állásokat részesítik előnyben. A meleg időjárási viszonyok miatt gyors, erős, de energiatakarékos mozdulatokat alkalmaznak. Jellemzőek a gyors, szűk támadások és az erőteljes, drasztikus mozdulatok, a tépő, fogó technikák és a gyors földre húzások.